# Jegind
Jegind is de hoofdplaats op het eiland Jegindø in de Deense regio Midden-Jutland, gemeente Struer. De plaats telt 211 inwoners (2008).